# 大根役者
大根役者（だいこんやくしゃ）とは、演技の拙い役者や俳優を批判する芸能用語。そのような演技の下手な役者を「大根」や「三文役者」と言う場合もある。対義語は「千両役者」。

## 語源
大根と役者をかけた理由にはいくつかの説がある。
- 大根は食材として利用範囲が広く、どのような調理を行ってもめったなことでは食中りせず、大量に食べても消化を促進する成分を含み殺菌作用があり漢方薬としても用いられることから腹をこわすことがない。
食中りすることを食べ物に中ると表現することから大根はあたることがない。役者が何かの演目や配役でヒットし、人気が出て成功することをあたると表現することから、役者として当たらない、または当たりのとれないことをかけたとする説[1]。
- 何かしらの理由で役者が演目の配役を外されることを舞台が観客席よりも高い位置にあったことから下ろすと表現する。演技の下手な役者は観客動員数を左右することで演目の興行成績にも影響し、早々に舞台から下ろされることが通例である。このことから役者を下ろすことと大根の簡単な調理法として卸金（おろしがね）を用いてすり砕く大根おろしの卸すをかけたとする説。[要出典]
- 演技が下手なために人の役まで至らず、馬の前足・後ろ足を演じ、馬の脚が大根を連想させたとする説。[要出典]
- 役者の付き人や予備の役者を「ダイコウ」と呼び、訛ってダイコンとなったとする説。[要出典]
- 大抵の大根の品種は中身が白いことから、

技量が乏しく表現力に欠けた役者や俳優の演技は素人同然である。このことから、白いのしろと素人のしろをかけたとする説。
演技の下手な役者は白粉（おしろい）を多用することから、白いのしろと白粉のしろをかけたとする説
演技の下手な役者が舞台に出ると場が白けるとすることから、白いのしろと白けるのしろをかけたとする説。
※  昭和俳優の世界では、逆に大根とは、根から葉まで捨てるところがないことから、『どこを取っても使える役者』『何をやらせても捨てるところのない役者』の事を指す褒め言葉が、歌舞伎時代からの元々の語源であったが、大根足などのネガティブイメージが、逆の意味に変わっていったという説もある

### 江戸小紋
町人文化から生まれた粋な柄、「いわれ小紋」の文様に「大根とおろし金」があり、
- 消化が良くどのような調理方法でも「食べ物にあたらない」「無病息災」
- 同じく「食べ物にあたらない」「難事にもあたらない」つまり「困難に出会わない」
- 大根をおろす事から「大根役者を役から降ろす」「役をおとす」すなわち「厄落とし」

といった説が有力である。

## ham actor
英語圏では大根役者を ham actor, ham と呼ぶ。ただし、単に演技が下手なのではなく「不器用」を意味する。
他の ham- の付く英単語でも「不器用」を意味するものが多い。
Ham の語源にも大根同様に数種の説がある。
1. ham には加工肉としてのハムの訳以外に道化者の意味があり、ham it up, ham up はともに誇張した演技を指すことから自然な演技ができない素養の役者を指す、とする説。
2. 演技が素人然としていることから Amateur （アマチュア） が訛ったとする説（アマチュア無線をハムと称する起源のひとつでもある）。
3. 演技の下手な役者ほど Hamlet、略してハムを演じたがるとする説。
4. イギリスのシェイクスピアの名作ハムレットは誰が演じてもそれなりにヒットするとする説。
5. 1800年代にアメリカ合衆国で Hamish McCullough が作った劇団 Ham's Actors を語源とする説。
6. 旅芸人がメーキャップを落とすのにハムの脂身を用いたとする説。

1989年 - 1997年にかけて、アメリカの俳優・シルヴェスター・スタローンが伊藤ハムのコマーシャルに出演した。ハム会社と契約したことを聞いた者や放映当時に来日した俳優から「スタローンは自らの演技力をギャグにした」と評されたという逸話がある。
また、フランス語ではカブ（Navet）に喩える。

## 備考
- 半畳・半畳を入れる・半畳を打つ
- Ham Actor: Alonso G. Smith（1947年）、油彩